# L'isola sconosciuta
L'isola sconosciuta (Unknown Island) è un film del 1948 diretto da Jack Bernhard.
È un film d'avventura statunitense del filone del "mondo perduto" con Virginia Grey, Phillip Reed e Barton MacLane.

## Trama
Lo scienziato Ted Osborne e la fidanzata Carol cercano una nave per raggiungere una misteriosa isola del Pacifico. In una bar di Singapore trovano un capitano disposto a portarli a destinazione. Alla spedizione si unisce, dopo un iniziale rifiuto, John Fairbanks, l'unico superstite di una precedente spedizione nell'isola sconosciuta dove si sospetta vivano ancora degli animali preistorici.
La nave raggiunge l'isola e i viaggiatori, ancora prima di arrivare avvistano un branco di Brontosauri. Fairbanks li mette in guardia dai carnivori. Infatti poco dopo trovano un pericoloso Dimetrodonte poi una vallata piena di T-rex. Inseguiti dagli animali si accampano nella giungla. I marinai indonesiani, dopo aver conosciuto la destinazione tentano un ammutinamento, represso dagli ufficiali di bordo. Quelli che sbarcano vengono messi in fuga dopo il primo scontro con un T-rex.
Rimasti in cinque decidono, nonostante i pericoli, di continuare la spedizione. Osborne è alla ricerca di nuovi soggetti da fotografare per la sua ricerca. Dopo l'attacco di altri dinosauri il gruppo viene diviso e il comandante si ritrova con Carol. Dopo alcuni approcci il comandante viene respinto dalla donna. Poi vengono aggrediti da un dinosauro (non meglio identificato forse un Ceratosauro) che a sua volta viene aggredito da un gigantesco gorilla. Durante il combattimento il comandante muore.
Alla fine i tre membri superstiti (Osborne, Carol e Fairbanks) se ne tornano sulla nave con una zattera da loro costruita e in seguito rendono omaggio al comandante.

## Produzione
Il film, diretto da Jack Bernhard su una sceneggiatura di Robert T. Shannon e Jack Harvey con il soggetto dello stesso Shannon, fu prodotto da Albert J. Cohen. per la Albert Jay Cohen Productions e girato nel ranch di Corriganville a Simi Valley, nei General Service Studios a Hollywood e a Palmdale, in California dal maggio al giugno del 1948. I titoli di lavorazione furono The Unknown Continent e The Unbelievable. I mostri sono interpretati da attori in costume. Secondo un'intervista concessa al New York Times dal produttore Coehn, il budget si aggirava intorno ai 450.000 dollari, il 35% dei quali venne utilizzato per gli effetti riguardanti i mostri.

## Distribuzione
Il film fu distribuito con il titolo Unknown Island negli Stati Uniti dal 15 ottobre 1948 al cinema dalla Film Classics.
Altre distribuzioni:
- in Finlandia il 12 ottobre 1951 (Kadonnut maailma)
- negli Stati Uniti nel 1952 (redistribuzione)
- in Danimarca l'11 luglio 1952 (I kæmpeøglernes klør)
- in Germania Ovest il 2 gennaio 1953 (Insel des Grauens)
- in Germania il 6 giugno 2012 (Insel der Dinosaurier, in DVD)
- in Belgio (Het onbekende eiland e L'île inconnue)
- nei Paesi Bassi (Het onbekende eiland)
- in Francia (L'île inconnue)
- in Brasile (A Ilha Desconhecida)
- in Grecia (I mystiriodis nisos)
- in Italia (L'isola sconosciuta)

## Critica
Secondo il Morandini il film è "mediocre a tutti i livelli" e risultava essere "un fondo di magazzino" già ai tempi della sua uscita. Morandini segnala soprattutto la mediocrità degli effetti speciali, in particolare per quanto riguarda l'aspetto dei mostri presenti sull'isola che farebbero "pena".
Secondo Fantafilm il film fu "poco apprezzato dalla critica" forse perché la produzione arrivò tardi rispetto alle altre simili distribuite negli anni precedenti. Anche Fantafilm, tuttavia, sottolinea la semplicità degli effetti speciali che ricalcherebbero quelli di altre produzioni quali Mondo perduto e Sul sentiero dei mostri. Una nota positiva è l'utilizzo del colore.

## Promozione
Le tagline sono:
- "It's out of this world - from the world of 60,000,000 years ago!".
- "So spectacular - it took one year to produce! See man's first attempt to destroy monstrous beasts! See pre-historic denizens that defy the imagination!".